# 1-ナフトール
1-ナフトール(en:1-Naphthol)は示性式C10H7OHを有する蛍光性有機化合物である。ナフタレンの水素を1個、ヒドロキシ基に置換した化合物で、フェノール類に分類される芳香族化合物である。また、そのヒドロキシ基はフェノールよりも反応性が高い。ヒドロキシ基の置換位置が異なる異性体、2-ナフトールが存在する。化学工業ではα-ナフトールと呼ばれている。異性体はいずれも単純なアルコール、エーテル、クロロホルムに溶けやすい。これらは、さまざまな有用な化合物の前駆体である。ナフトール類(1-および2-の両方の異性体)は、多環芳香族炭化水素にさらされた家畜およびヒトのバイオマーカーとして使用される。

## 合成
1-ナフトールは2つの合成法で合成される。合成法の一つに、ナフタレンをニトロ化して1-ニトロナフタレンにした(1)後、水素化をしてアミンにし(2)、加水分解を行う(3)方法がある。

1. {\displaystyle {\ce {C10H8 + HNO3 -> C10H7NO2 + H2O}}}
2. {\displaystyle {\ce {C10H7NO2 + 3H2 -> C10H7NH2 + 2H2O}}}
3. {\displaystyle {\ce {C10H7NH2 + H2O -> C10H7OH + NH3}}}

この時、ナフタレンがテトラリンに水素化され、それが1-テトラロンに脱水素化によって酸化されるという副反応も起きる。

## 人体での代謝と影響
1-ナフトールは殺虫剤カルバリルとナフタレンの代謝生成物である。TCPyと共に, 成人男性のテストステロンのレベルを減少することが示されている。

1-ナフトールは1,4-ナフトキノンに変換する1-ナフトール-3,4酸化物の形成を介して生分解する。

## 効用
1-ナフトールは、カルバリルおよびナドロールを含む医薬品、ならびに抗うつ薬セルトラリンおよび抗原虫剤アトバコーンを含む様々な殺虫剤の前駆体である。アゾカップリングによって様々なアゾ色素が生成されるが、これらは一般に2-ナフトール由来のものより有用ではない。

### その他の使用例
1-ナフトールは、次の化学試験のなどで使用される。
- モーリッシュ試験では、炭水化物が存在するときに赤または紫色に呈色する化合物を生じる。
- フルクトースが存在する場合、迅速フルフラール試験（英語版）では速やか(30秒以内)に紫色の呈色を示し、グルコースと区別する。
- 坂口反応では、赤色の呈色を示し、タンパク質中にアルギニンが存在することを示す。
- フォーゲスプロスカウエル試験では黄色から赤に変色し、グルコースが外部エネルギー貯蔵のために細菌によって使用されるアセトインに分解されていることを示す。